# Musique philippine
La musique philippine est un métissage entre les musiques d'Europe, d'Amérique, d'Indonésie et d'éléments indigènes, à la suite de quatre siècles d'une colonisation qui ne s'est jamais souciée d'en collecter les formes.
Ce n'est qu'au début du XXe siècle que cette musique indigène a été découverte et préservée. On ne peut parler de musique « nationale » tant la disparité de langages et d'habitats est grande aux Philippines, d'autant plus que les musiques régionales, sont surtout ou percussives, ou vocales. À ce groupe indigène, s'ajoute le folklore espagnol.

## Musique traditionnelle

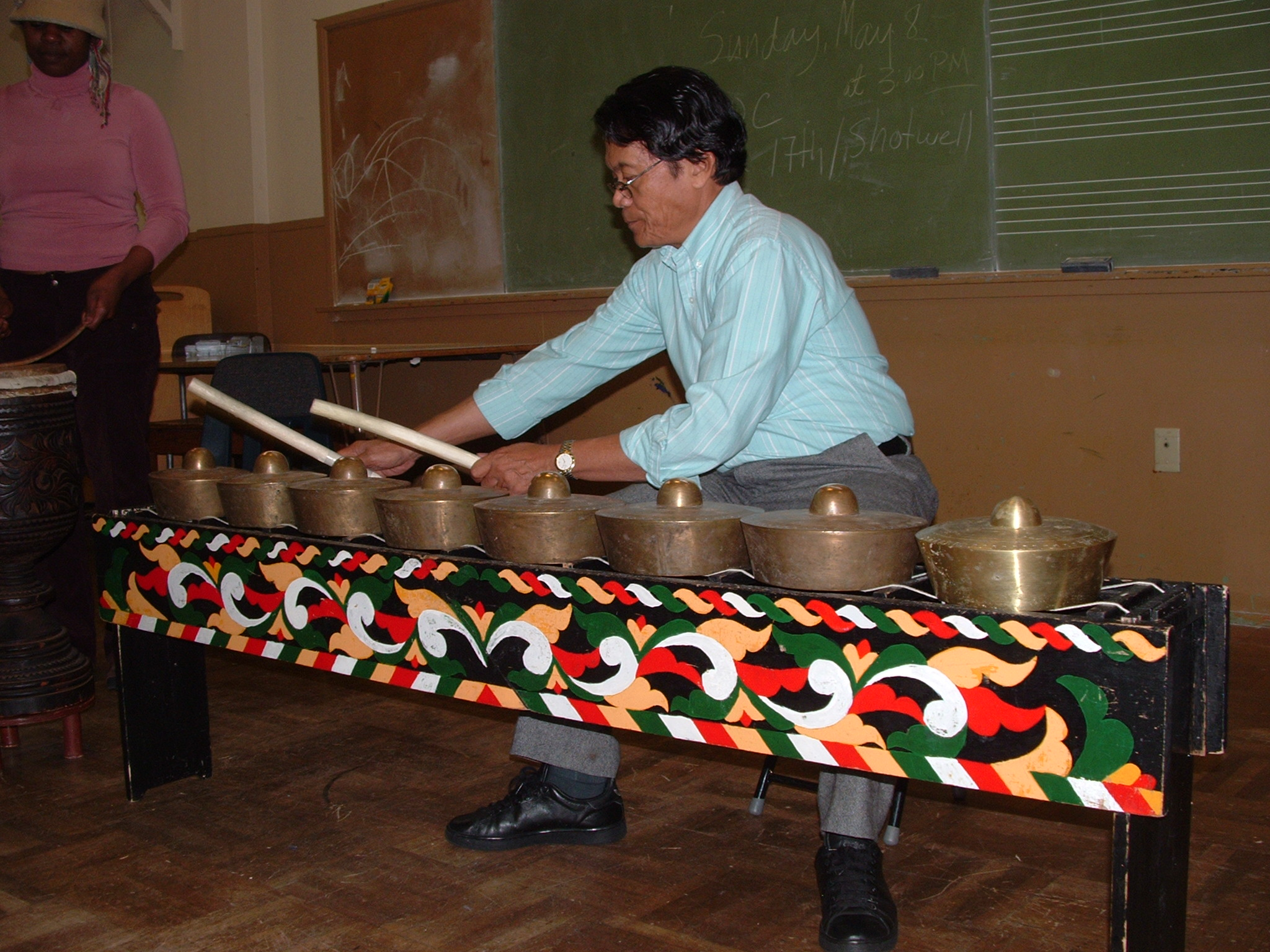
Kulintang.

Contrairement aux musiques voisines, la musique traditionnelle philippine est essentiellement diatonique, et peu pentatonique (voire heptatonique tempérée). De ce fait, elle se subdivise en musique joyeuse jouée sur mode majeur, et musique plaintive sur mode mineur. Elle a plutôt un triple mètre de coutume, mais le double ou le quadruple ne sont pas inconnus. En raison de l'étendue de leur archipel, les Philippines ont des styles régionaux très variés.
Le kulintang est un répertoire répandu à Mindanao et à Sulu. Il est exécuté par des hommes sur cinq types de gongs à bosse similaires à ceux d'Indonésie : le kulintang (huit gongs (parfois douze) jouant la mélodie), l'agung (le plus grand donnant la basse, parfois doublé), le gandingan (quatre grands gongs servant la mélodie) ou le tunggalan et le duahan, le dabakan (tambour en sablier à peau de chèvre ou lézard) ou le gandang et le babendil (un gong qui marque la mesure).
C'est une musique d'agrément servant dans les noces, les réceptions, les pèlerinages, etc., mais elle sert aussi de thérapie et de mode de communication (grâce à un code d'interprétation de la musique jouée).
Le sindil (joutes chantées) est un style léger chanté par des partenaires de même sexe. Les vers sont emplis de railleries et de plaisanteries. Ils sont accompagnés au gabbang (xylophone) et au biyula, une vielle traditionnelle. Le kapanirong est une forme de sérénade. Le tultul est un chant épique des Palawan vivant dans les montagnes Le tagonggo est une musique de rue tonitruante pour les festivals. L'utom est la musique épique et animiste pratiquée par les T'Boli.
À Luçon, il existe aussi une musique de gongs Gangsa (sans bosse), accompagnant les danses avec des tambours, dans une polyphonie répétitive. D'autres musiques sont jouées sur des cithares en bambou, des tambours, des luths et des flûtes, nasales notamment.

## Influences espagnoles
Les colons espagnols et mexicains ont apporté la chrétienté et les instruments occidentaux. Bien des chants occidentaux sont devenus des classiques du folklore local sans qu'il s'en dégage une version commune. Ils sont tout autant exécutés en falsetto qu'en voix narrative.

### Harana
L'harana est une musique courtoise inspirée du mariachi mexicain. C'est une musique d'aubade protocolaire avec des styles musicaux pré-coloniaux ; elle est jouée à la guitare, ou à l'ukulele, plus rarement au violon ou à la trompette.

### Kundiman
Le kundiman est un chant lyrique romantique en espagnol, sur le mode mineur, trouvant aussi ses origines avant la colonisation. Le Matud Nila en est l'un des plus connus. Durant les années 1920, ce style fut populaire grâce au talent de Diomedes Maturan et Ruben Tagalog.

### Rondalla
Importé d'Espagne au XIXe siècle, la rondalla est un ensemble d'instruments à plectre jouant un répertoire d'ouvertures symphoniques et d'arias d'opéras occidentaux. Ceci ne l'empêche pas d'être très populaire et de se marier avec la danse. Il se compose d'une bandurria piccolo, une bandurria, un laúd, une octavina et une mandola, une guitarra et un bajo de unas (remplacé par la contrebasse).
Fabriqués à partir d'essences locales, tels le langka, le narra, le kamagong et le mahogany, ces instruments sont joués avec un plectre en écaille de tortue. La plupart ont des cordes doublées, voire triplées pour parfaire la qualité et le volume sonore.

### Chorale
Ce style est l'œuvre du groupe Philippine Madrigal Singers qui glane des récompenses mondiales, gagnant deux fois l'European Grand Prix for Choral Singing (1997 et 2007). Il s'agit de chorales universitaires dont The University of the Philippines Singing Ambassadors (ou UPSA) et The University of the Philippines Concert Chorus (ou UPCC) sont aussi des représentants éminents. On peut aussi mentionner Kundirana, UST Singers et The Ateneo College Glee Club.

## Musiques de danse
Trois groupes se dégagent de la masse, chacun ayant su préserver sa musique :
- Danses chrétiennes, incluant habanera, jota, fandango, polka, curacha, et des versions locales telles balitao, tinikling et cariñosa.
- Danses musulmanes de Cour, proche du Gamelan indonésien et du piphat thai. Elles sont narratives à l'image du singkil, hérité du Rāmāyana hindou…
- Danses ethniques, liées aux percussions et aux rites chamaniques ou naturels.

## Musique populaire
À la suite de l'occupation des îles de 1898 à 1935 par les États-Unis, le blues, le folk, le rhythm and blues et le rock 'n' roll deviennent populaires, tant et si bien qu'il y a beaucoup de cover band, reprenant les hits des groupes américains facilitant l'émergence de superstars comme Martin Nievera, Sharon Cuneta, Gary Valenciano, Lea Salonga et Regine Velasquez.

### Rock philippin
Depuis les années 1950, la langue nationale, le tagalog, a été adaptée au rock 'n' roll donnant le rock philippin. Le groupe Rocky Fellers eut même du succès aux États-Unis. Durant les années 1970, Juan Dela Cruz Band et Hotdog mélangent tagalog et Anglais, formant le Taglish. S'y ajoute ensuite une touche de folk, avec Freddie Aguilar dont Anak est un hit mondial.
Durant les années 1980, le rock est un soutien aux émeutiers. La new wave, le metal et le punk firent leur apparition, mais c'est surtout avec le groupe Eraserheads, que le rock philippin éclata.
Un nouveau genre, le neo-traditional est en train de devenir populaire grâce à Joey Ayala, Grace Nono et Bayang Barrios qui incluent des relents de musiques ethniques des minorités dans leurs œuvres.
L'Original Philipino Music ou Original Pinoy Music (OPM) est une forme de balade originale popularisée par Ryan Cayabyab, Sharon Cuneta, Kuh Ledesma, Zsa Zsa Padilla, Martin Nievera, Gary Valenciano, Basil Valdez, ey Valera, Regine Velasquez.

### Rap pinoy
Le hip-hop pinoy est rappé et chanté en tagalog, anglais, cebuano, ilokano, bicolano et d'autres langues provenant de l’archipel philippin. Bien que la langue soit un problème permanent et qu’elle affecte l'identité du rap pinoy, ce type de rap est entièrement philippin, car il représente les racines, les expériences et la fierté nationale du pays.

## Instruments traditionnels

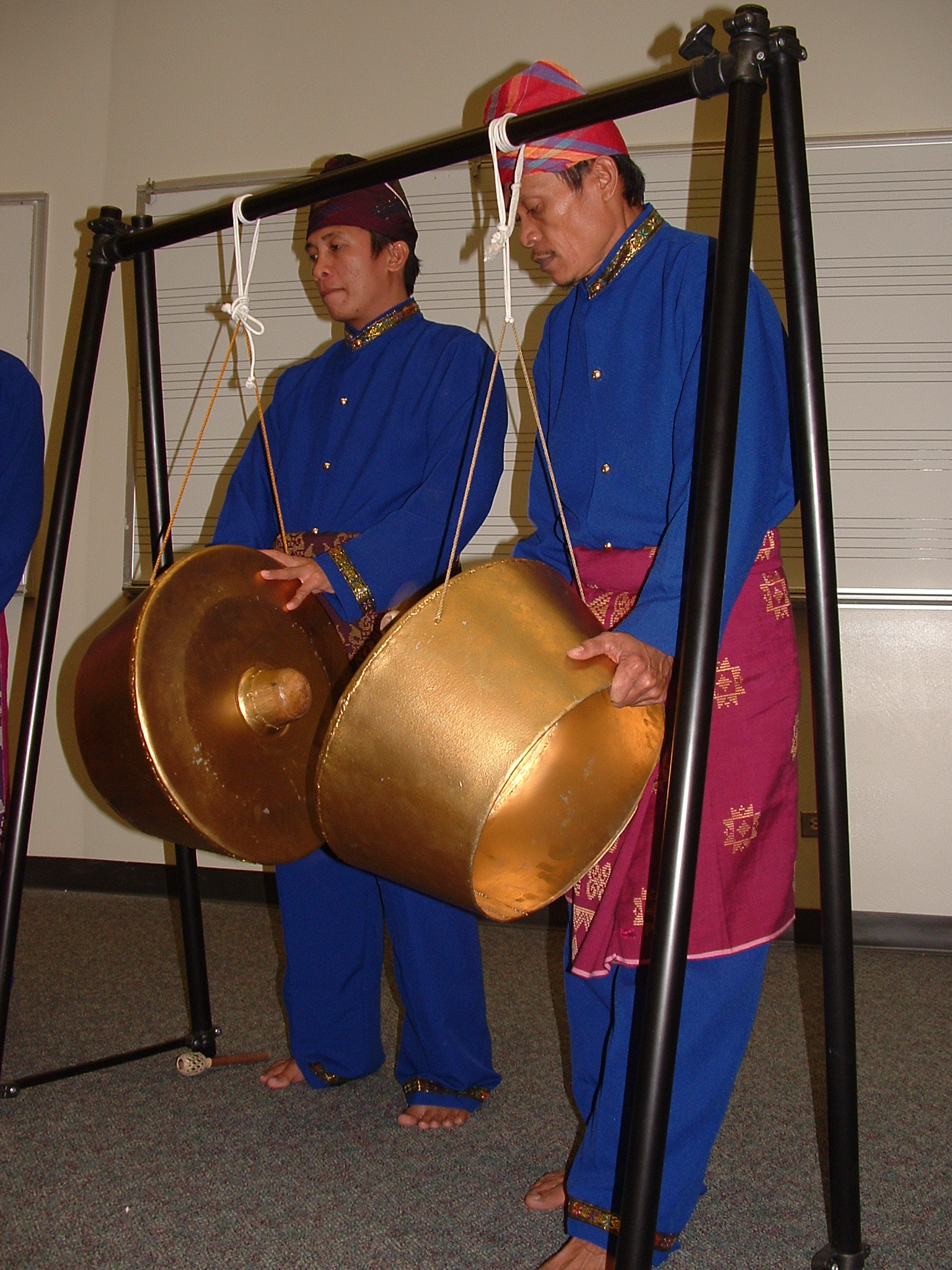
Agung.

D'origines indigènes, ils incluent : abafiw, afiw, Agung (agung a Tamlang), alibaw, babendil, biqqung, dabakan, duahan, gabbang, gandang, gandingan (gandingan a kayo), gitgit, giwong, gologod, guyud, hegelung, kagul, kubing, kulibao, kulintang (kulintang a kayo, kulintang a tiniok), kutiyapi, luntang, olat, oribao, palendag, suling, tumpong, tunggalan, et ulibao.
D'origines espagnoles : bajo de unas, bandurria, biyola, guitarra, laúd, mandola, et octavina.